# Anabarhynchus granitensis
Anabarhynchus granitensis är en tvåvingeart som beskrevs av Lyneborg 2001. Anabarhynchus granitensis ingår i släktet Anabarhynchus och familjen stilettflugor. Inga underarter finns listade i Catalogue of Life.